# São Gonçalo do Sapucaí (ort)
São Gonçalo do Sapucaí är en ort i Brasilien.   Den ligger i kommunen São Gonçalo do Sapucaí och delstaten Minas Gerais, i den sydöstra delen av landet, 700 km söder om huvudstaden Brasília. São Gonçalo do Sapucaí ligger 866 meter över havet och antalet invånare är 19 487.
Terrängen runt São Gonçalo do Sapucaí är kuperad västerut, men österut är den platt. São Gonçalo do Sapucaí är det största samhället i trakten.
Omgivningarna runt São Gonçalo do Sapucaí är huvudsakligen savann. Runt São Gonçalo do Sapucaí är det ganska tätbefolkat, med 56 invånare per kvadratkilometer.